# Директива про робочий час
Директи́ва про робо́чий час (2003/88/ЄС) — нормативно-правовий акт Європейської Унії, який є ключовою частиною європейського трудового права та дає працівникам ЄУ право:
- принаймні 28 днів (чотири тижні) оплачуваної відпустки[en] щороку;
- перерви на відпочинок по 20 хвилин протягом 6 годин;
- щоденний відпочинок не менше 11 годин протягом будь-яких 24 годин;
- обмежує надмірну нічну роботу;
- не менше 24 годин відпочинку протягом 7 днів; і
- право працювати не більше 48 годин на тиждень, якщо держава-член не дозволяє індивідуальні відмови.

Вона була опублікована як оновлення попередніх версій від 22 червня 2000 року та 23 листопада 1993 року. Оскільки надмірний робочий час вважається основною причиною стресу, депресії та хвороб, метою директиви є захист здоров’я та безпеки людей. Епохальне дослідження, проведене Всесвітньою організацією охорони здоров’я та Міжнародною організацією праці, показало, що тривалий робочий день є поширеним у всьому світі на рівні 8,9%, і згідно з цими оцінками Організації Об’єднаних Націй, професійний фактор ризику з найбільшим тягарем захворювань, тобто приблизно 745 000 смертей лише від ішемічної хвороби серця та інсульту в 2016 році. Ці докази дали новий поштовх максимальним обмеженням робочого часу для захистити життя і здоров'я людини.

## Передумови
Як і всі директиви Європейської Унії, це інструмент, який вимагає від держав-членів транспонувати її положення в національне законодавство. Директива поширюється на всі країни-члени. Працівник може відмовитися від 48-годинного робочого тижня, але не від інших вимог.
Після переговорів у Раді 1993 року, коли версія Директиви 1993 року була погоджена після голосування 11 проти 1, міністр зайнятості Сполученого Королівства Девід Гант сказав: «Це кричуще порушення правил Спільноти. Це було висунуто як таке просто для того, щоб дозволити голосування більшістю — хитрість, щоб пробратися через чорний хід через частину соціального розділу. Сполучене Королівство рішуче виступає проти будь-яких спроб сказати людям, що вони можуть більше не працюють стільки годин, скільки хочуть».

## Зміст

### Цілі та визначення
- Частина 1 – мета як здоров’я та безпека
- Частина 2 – визначення; нічний час між північчю та 5 ранку і не менше семи годин
- Частина 14 – більш конкретні положення ЄС мають пріоритет
- Частина 15 – директива щодо мінімальних стандартів
- Частина 16 – максимальний звітний період становить чотирнадцять днів для статті 5; чотири місяці для статті 6; і визначається колективним договором за статтею 8;
- Частина 23 – директива не може бути підставою для зниження захисту
- Частина 24 – звітування перед Комісією ЄС щодо виконання WTD
- Частини 25–26 – перегляд відступів для рибальських суден і пасажирських перевізників

### Перерви
- Стаття 3 – повинен бути щоденний відпочинок одинадцять послідовних годин протягом 24-годинного періоду.
- Стаття 4 – час відпочинку кожні шість годин, встановлений законодавством або колективним договором.
- Стаття 5 – щотижневий відпочинок тривалістю 24 години безперервно, на додаток до щоденного відпочинку в статті 3, але відступ є виправданим з технічних, організаційних або робочих причин.

### Робочий тиждень
- Стаття 6
  1. країни-члени повинні забезпечити обмеження тижневого робочого часу законом або колективним договором
  2. середня тривалість робочого часу не повинна перевищувати 48 годин за кожні 7 днів.
- Стаття 17 – відступи, дозволені відповідно до статей 3–6, 8 і 16 для (1) «керівників або інших осіб, які мають повноваження самостійно приймати рішення», сімейних працівників і релігійних лідерів (2) ... (5) забезпечення лікарів.
- Стаття 18 – відступи за колективним договором.
- Стаття 19 – межа відступу для звітного періоду.
- Стаття 20 – мобільні та офшорні працівники.
- Стаття 21 – працівники рибальських суден.
- Стаття 22 – «різне»
  1. індивідуальна відмова від статті 6, де:
    1. робітник погоджується
    2. немає шкоди для того, щоб не погодитися
    3. записи, що оновлюються
    4. інформування органів влади
    5. надання інформації

  2. тритижневе перехідне положення
  3. інформування Комісія.

### Оплачувані відпустки
- Стаття 7 – щорічна відпустка тривалістю не менше чотирьох тижнів (тобто 20 днів при повній зайнятості). Термін «тиждень» визначено статтею 5, де «щотижневий» означає «семиденний період».[5] У разі звільнення працівника з роботи він має право на оплату невикористаної відпустки.

### Нічна робота
- Стаття 8
  1. у середньому вісім годин нічної роботи протягом будь-якого 24-годинного періоду
  2. вісім годин на небезпечній або важкій роботі.
- Стаття 9 – безкоштовне обстеження здоров’я працівників, які працюють у нічний час.
- Стаття 10 – нічним працівникам, які ризикують здоров’ям, можуть бути надані гарантії.
- Стаття 11 – працівники, які працюють у нічний час, мають бути повідомлені компетентним органам, «якщо вони цього вимагають».
- Стаття 12 – працівники, які працюють у нічний час та позмінно[en], повинні мати охорону здоров’я.
- Стаття 13 – «роботодавець, який має намір організувати роботу за певним зразком, враховує загальний принцип пристосування праці до працівника, з метою, зокрема, полегшення монотонної роботи та роботи з заздалегідь встановленою нормою праці».

## Прецедентне право
Директива про робочий час також була роз'яснена та витлумачена через ряд рішень Суд Справедливости. Найбільш помітними з них були рішення у справах «SIMAP» і «Єґер» (Спілка лікарів громадської допомоги проти Департаменту охорони здоров’я та захисту прав споживачів Женералітату Валенсії, 2000 та Столиця землі Кіль проти Єґеря, 2003).
Рішення SIMAP визначило час, коли працівник повинен був бути присутнім на місці, фактичним робочим часом для цілей розрахунку роботи та відпочинку. Рішення у справі Jaeger підтвердило, що це було так, навіть якщо працівники могли спати, коли їхні послуги не були потрібні.